# Franz Anderle (Offizier)
Franz Anderle (* 8. März 1874 in Graz; † 29. Juli 1957 in Lienz) war ein österreichischer Offizier. Er diente als Major im k.u.k.-Heer Österreich-Ungarns und danach als Oberst im Bundesheer, bevor er am 18. Februar 1931 zum Abschied aus dem aktiven Dienst den Rang eines Generalmajors erhielt. Darüber hinaus war er ein Pionier der österreichischen Amateurfunkbewegung.

## Militärische Laufbahn
- 18?  Übertritt in die Pionierkadettenschule in Hainburg an der Donau
- 1896 Zuteilung zum Eisenbahn- und Telegraphenregiment in Korneuburg
- 1. November 1901 Beförderung zum Oberleutnant
- 1. August 1911 Ernennung zum Hauptmann
- 1911–1912 Vorgesetzter der Radioabteilung des Telegraphenregimentes
- 1912–1918 Vorgesetzter verschiedener Radiostationen des Kriegsministerium
- 1. August 1917 Beförderung zum Major
- 1. Jänner 1920 Oberstleutnant
- 1923–1931 Waffeninspektor der Verbindungstruppen[2][3]
- 10. Juli 1923 Beförderung zum Oberst
- 18. Februar 1931 Abschied aus dem aktiven Dienst und Ernennung zum Generalmajor

Parallel zur militärischen Laufbahn studierte er bis 1923 Elektrotechnik an der Technischen Hochschule in Wien und wurde Ingenieur.

## Wirken für den Amateurfunk
Franz Anderle war 1925 Gründer und der erste Vorsitzende des Österreichischen Versuchssenderverbandes (ÖVSV), dem überregionalen Verband der österreichischen Funkamateure. Er vertrat im Jahr 1925 das Land bei der Gründung der International Amateur Radio Union (IARU) in Paris. Im Jahr 1929 trat der ÖVSV als Landesgruppe 14 dem Deutschen Amateur-Sende- und Empfangsdienst (DASD) bei und Anderle, als Präsident des ÖVSV, erhielt die Ehrenmitgliedschaft im DASD sowie das Empfangskennzeichen DE5ØØØ.

## Schriften (Auswahl)
- Lehrbuch der Drahtlosen Telegraphie und Telephonie. Allgemein verständlich und mit besonderer Berücksichtigung der Praxis. Leipzig und Wien, Verlag Franz Deuticke, 1. Aufl. 1911, 2. Aufl. 1912, 3. Aufl. 1913, 4. Aufl. 1918, 5. Aufl. 1921.